# Quincy (Illinois)
Quincy, conocida como la "Ciudad de las Gemas", es una ciudad ubicada en el condado de Adams en el estado estadounidense de Illinois. En el Censo de 2010 tenía una población de 40 633 habitantes y una densidad poblacional de 983,91 personas por km², mientras que en Censo de 2020 había descendido hasta los 39 463 habitantes. La aglomeración urbana de Quincey tenía 114 649 residentes, en la cual Quincey es la localidad más poblada. Es la ciudad más occidental del estado y se sitúa a orillas del río Misisipi, a unos 150 kilómetros al norte de San Luis, localizada entre Keokuk (Iowa) y Hannibal (Misuri). Tiene una gran conexión con la nostalgia por el río en el siglo XIX, una imagen popularizada por el autor Mark Twain en sus libros y por sus personajes de ficción "Tom Sawyer" y "Huckleberry Finn".

## Historia

### Historia antigua
Quincy se sitúa a orillas del río Misisipi, en un lugar habitado por las tribus amerindias sauk, fox y kikapú. La ubicación de Quincy a orillas del río Misisipi ha atraído a colonos durante siglos. Los franceses se convirtieron en la primera presencia europea en colonizar la región, después de que Louis Jolliet, Jacques Marquette, Jamison Knapp y las expediciones de La Salle exploraran el valle superior del río Misisipi. Los productos de piel se convirtieron en un bien valioso en la región, y tanto exploradores como comerciantes europeos se sintieron atraídos por las perspectivas del creciente comercio de pieles en la frontera norteamericana. El río Misisipi, actuando como una superautopista para el transporte de mercancías río abajo, se convirtió en el recurso de transporte más importante de la zona.
Tras los acontecimientos de la Guerra de los Siete Años, que finalizó en 1763, Gran Bretaña tomó el control de Nueva Francia, y el área que hoy es Illinois pasó a formar parte de la Reserva Indígena. Tras la Guerra de la Independencia de los Estados Unidos, unas décadas más tarde, el área pasó a formar parte del Territorio del Noroeste de los Estados Unidos y, finalmente, del Estado de Illinois en 1818.
El fundador de Quincy, John Wood, vino hacia el oeste desde Moravia (Nueva York) en 1818 y la colonizó después del Tratado Militar de Illinois. Wood compró 160 acres a un veterano por 60 dólares y al año siguiente se convirtió en el primer colono de la que fue llamada originalmente "Bluffa" y en 1825 pasaría a ser llamada Quincy. Wood posteriormente fue elegido lugarteniente del gobernador de Illinis en 1856 y gobernador en 1860 después de la muerte del gobernador electo William Henry Bissell.
En 1825 Quincy se convirtió en sede del condado de Adams, ambos llamados así en honor del recientemente elegido presidente de los Estados Unidos, John Quincy Adams.
Los primeros colonos de Quincy, procedían principalmente de Nueva Inglaterra, que se juntaron con una oleada de inmigrantes alemanes en los años 1840. Los nuevos residentes trajeron muchas habilidades necesarias para la expansión de la comunidad.

### Mormones y la Guerra Civil
Cinco mil miembros de la Iglesia de Jesucristo de los Santos de los Últimos Días, los mormones, fueron conducidos desde sus casas en Misuri y llegaron a Quincy durante el invierno de 1838-1839. Aunque desbordados enormemente por las nuevas llegadas, los residentes de Quincy proporcionaron comida y cobijo para los Mormones hasta que Joseph Smith condujo a sus seguidores 40 millas arriba del río al asentamiento de Nauvoo (Illinois). Esta amabilidad sigue siendo recordada por los mormones hoy en día y ha conducido al Coro del Tabernáculo Mormón a dar al menos un concierto en Quincy.
Quincy creció rápidamente en los años 1850. Las llegadas y salidas de barcos de vapor hicieron que Quincy fuera estuviera a la vanguardia de un conjunto de actividades. Quincy fue un sitio para el sexto debate senatorial entre el senador de los EE. UU. Stephen A. Douglas y su contrincante Abraham Lincoln. Quincy fue la ciudad más grande en que Lincoln y Douglas aparecieron.
La cuestión de la esclavitud fue un gran problema religioso y social en los primeros años de Quincy. La ubicación de la ciudad de Illinois, separada solo por el río Misisipi del estado esclavo de Misuri, provocó que Quincy fuera un caldo de cultivo de controversia política. Dr. Eells House, en 415 Jersey, fue considerada la estación número uno del Ferrocarril Subterráneo desde Quincy a Chicago.
La guerra civil estadounidense trajo un incremento de prosperidad a Quincy. También trajo otra conexión con los mormones, ya que muchos mormones que emigraron hacia Utah en los años 1860 vinieron por tren a Quincy y luego embarcaron en vapores a través del Misisipi para continuar viaje hacia Utah. En 1870, Quincy pasó a Peoria para convertirse en la segunda mayor ciudad de Illinois. Se construyó un gran puente de ferrocarril en el río Misisipi y Quincy fue enlazada por ferrocarril con Omaha, Kansas City y otros puntos del Oeste.

### Historia contemporánea
La "Ciudad de las Gemas" ha sido reconocida dos veces como una All-American City y Quincy tiene una gran colección de algunos de los más impresionantes elementos arquitectónicos de cualquier comunidad de Illinois, incluyendo varias iglesias de estilo gótico. La Villa Kathrine', un castillo Marroquí situado en las orillas del río, es un ejemplo único de arquitectura mediterránea en el Medio Oeste. La ciudad es propiedad de la Universidad de Quincy, un colegio franciscano católico fundado en 1860, el John Wood Community College y varios otros pequeños colegios. También es sede de varios museos, un gran sistema de parques, varias empresas de fabricación, empresas de alta tecnología y telecomunicaciones u un gran sistema sanitario. Quincy es sede de muchas organizaciones de artes escénicas como la Quincy Symphony Orchestra, el Quincy Community Theater y la Muddy River Opera Company.
Durante la Gran Riada de 1993 del Misisipi, los negocios y las industrias de la ribera sufrieron grandes daños cuando el río creció a la cifra récord de 9.81 m (32.2 pies), 5 metros por encima del caudal medio. Durante un tiempo, los puentes Bayview y Memorial fueron los únicos puentes por encima del río Misisipi abiertos entre Alton (Illinois) y Burlington (Iowa). El 16 de julio, los puentes se cerraron por 40 días cuando el río sumergió las entradas occidentales.

## Geografía
Quincy se encuentra ubicada en las coordenadas 39°56′1″N 91°22′46″O / 39.93361, -91.37944. Según la Oficina del Censo de los Estados Unidos, Quincy tiene una superficie total de 41.3 km², de la cual 41.2 km² corresponden a tierra firme y (0.23%) 0.09 km² es agua.

## Demografía
Según el censo de 2010, había 40633 personas residiendo en Quincy. La densidad de población era de 983,91 hab./km². De los 40633 habitantes, Quincy estaba compuesto por el 90.82% blancos, el 5.41% eran afroamericanos, el 0.18% eran amerindios, el 0.91% eran asiáticos, el 0.02% eran isleños del Pacífico, el 0.44% eran de otras razas y el 2.22% pertenecían a dos o más razas. Del total de la población el 1.44% eran hispanos o latinos de cualquier raza.

### Área Micropolitana
Quincy se considera una micrópolis, definida como una zona que rodea la ciudad dentro de una cierta distancia que contiene una población entre 10.000 y 49.999 personas. El área micropolitana también se extiende a condado de Lewis y posiblemente a condado de Marion incluyendo la ciudad de Hannibal.
Un estudio reciente demuestra que dentro de las 10 millas de Quincy, la población excede 55.000 personas. El estudio fue extendido a 25 millas y mostraba que había 112.000 personas en el área. El Sansone Group condujo el estudio cuando construyó el Prairie Crossings Shopping Complex en el lado este de Quincy.

### Comunidades cercanas
La ciudad tiene cuatro barrios en 10 millas (16 km), todas incorporadas o técnicamente anexas a la propia Quincy.
- North Quincy se sitúa en el norte de Quincy y es una villa bastante grande. La ciudad nunca se ha absorbido, pero ha perdido ha echado raíces de las subdivisiones en el tiempo. La frontera entre Quincy y North Quincy es Koch's Lane o Locust Street, que va desde las calles 24 a la 36. La U.S. 24 y la Illinois Route 96 atraviesan el puebñp, mientras que la estación de tren de Quincy se sitúa al noreste.
- Hickory Grove es una pequeña comunidad rural al este de Quincy, en el otro lado de la Interestatal 172. El pueblo fue absorbido por Quincy en 2004 cuando el desarrollo de un nuevo complejo de tiendas fue construido a través de la interestatal.
- Marblehead está localizada al sur de Quincy en las orillas del Misisipi. El pueblo está localizado a lo largo de la Illinois Route 57 y tiene una población de unas 1000 personas.
- West Quincy es una ciudad comercial sin población a lo largo de la U.S. Route 24. El pueblo fue abandonado en la inundación de 1993. Durante el verano numerosas tiendas venden fuegos artificiales, la venta de fuegos artificiales es ilegal en Illinois pero legal en Misuri. El pueblo se separa de Quincy por el río Misisipi.

### Otras ciudades de los alrededores
- Keokuk (Iowa) es una ciudad de casi 11 000 habitantes 38 millas (61 km) al norte de Quincy. Las principales rutas hacia Keokuk son por la U.S. Route 61 en el lado occidental del río o la Illinois 96 por el lado este.
- Hannibal (Misuri) es una ciudad de casi 18.000 habitantes 26 millas (42 km) al sur de Quincy. Las principales carreteras hacia Hannibal son por la U.S. 61 en la ribera oeste o la Interstatal 172 en la ribera este.
- Palmyra (Misuri) es una ciudad mucho más pequeña, con 3.467 habitantes. Está entre Quincy y Hannibal y allí vive parte de la mano de obra de Quincy. La ciudad también es la sede de condado del condado de Marion.
- Otras pequeñas ciudades cercanas son Liberty, Payson, La Grange, Canton, Ursa, Camp Point y Mendon.

### Ciudades hermanadas
- Herford (Alemania) - 65.100 habitantes
- Jiaxing, China - 3.320.000[6]

## Medios de comunicación
Los medios de comunicación de Quincy dan servicio a muchas grandes ciudades. Su mercado de televisión incluye las ciudades de Quincy, Hannibal, Burlington, Macomb y Keokuk. El mercado está ampliamente servido por Insight Communications, DirecTV o Dish Network. La ciudad normalmente se combina con Hannibal debido a su proximidad y etiquetada como el mercado 171 en la lista de televisiones de Norteamérica. Con consideraciones al servicio de televisión, Quincy y la región de alrededor operan con filiales de ABC, CBS, NBC, FOX y CW. STARadio Corporation y Quincy Newspapers poseen muchos de los medios locales de la región. Quincy Newspapers también es propietaria del Quincy Herald-Whig, que es el periódico más leído de la región. La ciudad también tiene otros 2 periódicos menos conocidos. El febrero de 2006, en Quincy se podían recibir 17 estaciones de FM, 5 de AM y una estación de radio meteorológica de banda ancha (NOAA).

## Atractivos
Como la mayor ciudad entre las zonas de Quad Cities, San Luis (Misuri), Springfield (Illinois) y Columbia (Misuri), la zona de Quincy contiene numerosos destinos arquitectónicos e históricos. Algunos de los atractivos más característicos de la ciudad son: el Museo de Quincy, la mansión de John Wood, el Museo Gardner de Arquitectura y Diseño, el Centro de Arte de Quincy y el Castillo Villa Katherine.
Durante el año, la ciudad tiene numerosos eventos. Algunos de estos eventos se localizan en la ribera, como la muestra anual de fuegos artificiales del Cuatro de Julio, el Torneo U.S. Catfish Anglers Tournament y "Movies on the Muddy", un evento que ofrece proyecciones de películas lanzadas recientemente a lo largo de los bancos del río Misisipi. Además, Quincy alberga el Pepsi Little People's Golf Championships, un evento anual que se caracteriza por la participación de jóvenes golfistas de todo el mundo. Durante el verano, Quincy realiza una Feria de Artes con comida, decoración y arte en venta por parte de artistas locales. Una vuelta única en Navidades por las calles de Quincy se realiza en diciembre y se caracteriza por una marcha pública por varias casas históricas decoradas para las vacaciones. El Dogwood Festival se celebra en primavera, siempre se hace un desfile y normalmente los cornejos están en flor a lo largo de la ciudad. Hay unos pocos eventos más en Quincy durante el año.

## Arquitectura
Como la población de Quincy creció mucho durante las migraciones masivas desde Alemania, los inmigrantes trajeron consigo el estilo de Alemania. Muchos edificios en el South Side German Historic District albergan gran parte de la arquitectura histórica de la ciudad. Sin embargo, incluso aunque el Lado Sur se caracteriza por tener muchos de los edificios históricos de la ciudad, otras joyas se encuentran dispersas por Gem City. El Quincy Museum localizado en Historic Maine Street protagonizó una portada de la revista National Geographic como una de las diez esquinas arquitectónicamente más significativas en EE. UU. La propia Maine Street entre las calles 14 y 24 es notable por el número de casas restauradas datadas de antes de 1800.

## Infraestructuras

### Educación
En materia de Educación, Quincy tiene varias instituciones dentro de la ciudad o próximas a ella. Uno de los mayores institutos del estado, el Quincy Senior High School, está localizado en Quincy. La Universidad de Quincy es la institución educativa más condecorada de Quincy, habiendo sido inaugurada en los años 1860. En el lado este de la ciudad, el John Wood Community College es el colegio regional. Un Vatterott College está localizado en la zona Norte de Quincy. El Gem City College está localizado en el corazón del centro de Quincy y el Colegio de Enfermería Blessing Riemann se encuentra junto al Hospital de Blessing. Para los que conocen la región, Quincy está dentro de la ruta de conducción de la Universidad Western Illinois en Macomb, el Hannibal-LaGrange College y el Culver-Stockton College in Canton (Misuri).

### Sanidad y medicina
Quincy es sede del Hospital de Blessing, que es el principal hospital en el Tri-Estado. Blessing también controla el Colegio de Enfermería Blessing Riemann. El Quincy Medical Group, el mayor grupo médico en la zona tri-estado, es un grupo multidisciplinar con una gran variedad de especialidades médicas y quirúrgicas. Los Servicios Médicos Denman con sede en Quincy, proporcionan hospitales y clínicas como parte de sus instalaciones.

### Transportes
La Interstatal 72 pasa justo al sur de Quincy. Su ramal, la Interstatal 172, pasa justo al este de la ciudad. En los últimos años, el Prairie Crossings Shopping Complex ha sido un punto focal para el desarrollo en esta zona. La Illinois Route 104 es una gran arteria este-oeste desde los puentes del río Misisipi hasta la Interestatal 172. La Illinois Route 96 entra en la ciudad desde el sudeste y va hacia el norte (a través del lado este de Quincy) hacia la U.S. Route 24. La Illinois Route 57 se bifurca al sur desde la U.S. 24 hacia el centro y pasa por el Centro Cívico de Quincy en su camino a la Interstatal 172 al sudesde de la ciudad. La Illinois 96 también sirve como parte del Great River Road, que sigue el curso del río Misisipi. El tráfico del este utiliza la U.S. 24 cruza el río Misisipi desde Misuri en el Quincy Memorial Bridge, mientras que el tráfico del oeste usa el nuevo Bayview Bridge, que fue construido a principios de los años 1990, pero no fue construido como un puente de 4 carriles debido a recortes presupuestarios, el cable de suspensión imposibilitó la construcción de un puente de cuatro carriles. Otros grupos afirman que el negocio en el centro de Quincy se reduciría si se tirara el Memorial Bridge.
En el lado de Misuri, la U.S. Route 61 lleva hasta la Avenida de los Santos, una carretera de cuatro carriles que conecta San Luís y las Ciudades Gemelas. La Avenida de los Santos toma su nombre de San Luis y Saint Paul (Minnesota).
El Aeropuerto Regional de Quincy se encuentra al este de la ciudad, a unos 8 km (5 millas) de los límites de Quincy. Hay vuelos diarios a Chicago, San Luis (Misuri) y Kansas City (Misuri).
Quincy y la cercana Hannibal (Misuri) comparten una línea de autobús público y una compañía de taxi.
Quincy es también una comunidad Amtrak con una estación de ferrocarril en la parte Norte de la ciudad. Es la estación terminal de dos rutas Amtrak, la Illinois Zephyr y la Carl Sandburg. Ambos trenes siguen el mismo camino hacia la Union Station de Chicago.
Los proyectos en curso mejorarán los enlaces de transporte con las ciudades cercanas más grandes. La U.S. Route 36, al sur de Quincy multiplexada con la Interstatal 72, está siendo reformada a una autopista de 4 carriles, que conectará Quincy con Saint Joseph (Misuri) y Kansas City (Misuri). Con las continuas mejoras de la Illinois Route 336 al norte de la ciudad, Quincy debería tener una conexión directa com Peoria (Illinois) en 2009.

### Ciudadanos notables
Quincy ha sido y es la residencia de mucha gente famosa, como la actriz de cine Mary Astor, la banda de rock The Graduate, el jugador de béisbol Rick Reuschel, el batería de The Forecast Tony Peck, el jugador de Golf Senior de la PGA D. A. Weibring, el asesino en serie Michael Swango, el excandidato a presidente Morry Taylor y el General Paul Tibbets, quien pilotó el avión B-29 "Enola Gay" que dejó caer la primera bomba atómica en Hiroshima.
El padre Augustine Tolton se convirtió en el primer sacerdote católico negro de EE. UU. cuando fue ordenado el 24 de abril de 1886. Tolton celebró misa por primera vez en Quincy el 18 de julio de 1886.